# 1863 w sztukach plastycznych
Wydarzenia w sztukach plastycznych i wizualnych w 1863 roku.

## Wydarzenia
- Zorganizowano Salon Odrzuconych[1].

## Malarstwo

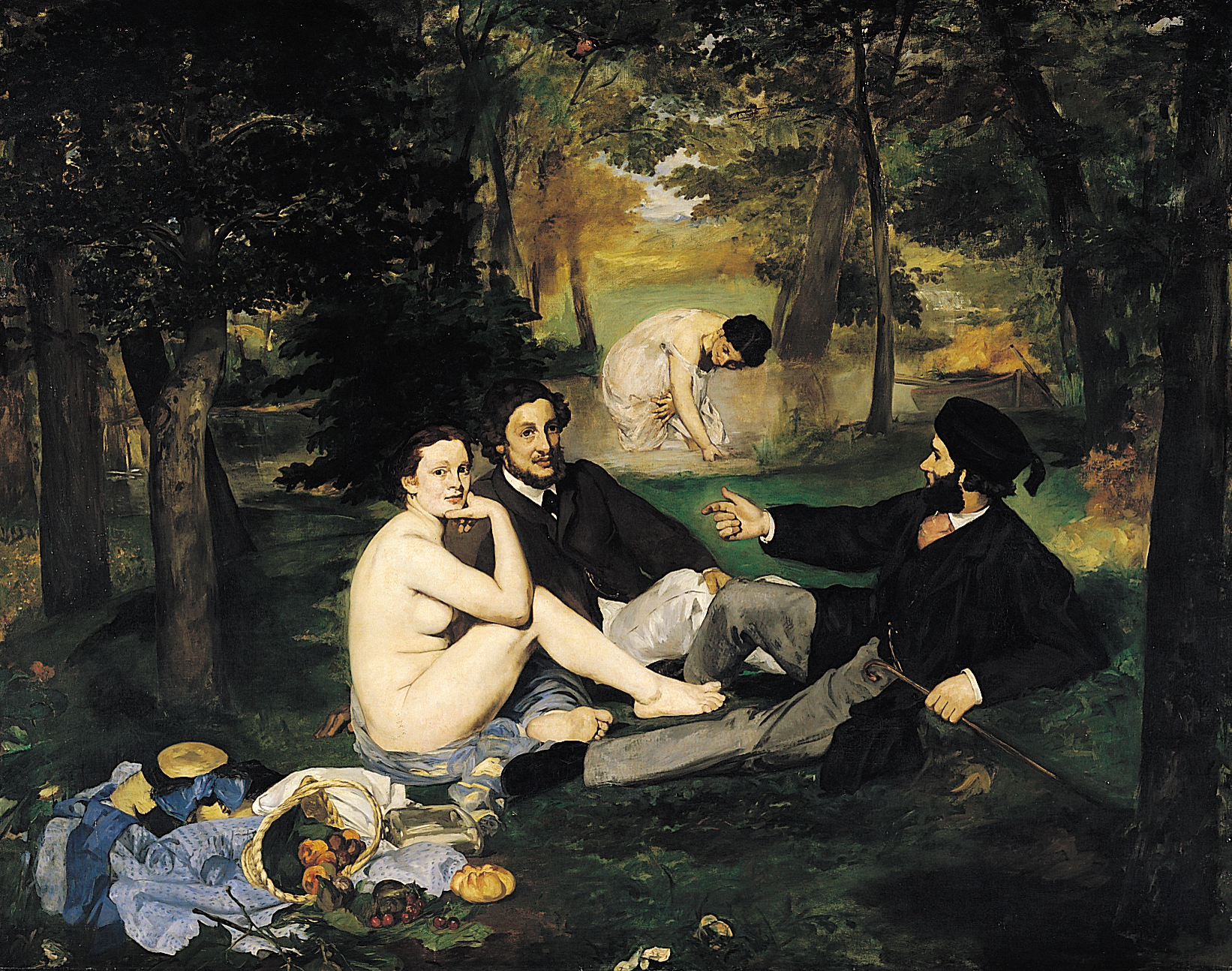
Édouard Manet Śniadanie na trawie

- Gustave Courbet

Krajobraz nadmorski
- Édouard Manet

Olimpia
Śniadanie na trawie
- James McNeill Whistler

Szaro-srebrna plaża w Battersea
- Edward Burne-Jones

The Merciful Knight
The Wheel of Fortune

## Urodzeni
- 23 lutego – Franz von Stuck (zm. 1928), niemiecki malarz
- 21 czerwca – Anne Marie Carl-Nielsen (zm. 1945), duńska rzeźbiarka
- 27 lipca – Henri Beau (zm. 1949), kanadyjski malarz
- 11 listopada – Paul Signac (zm. 1935), francuski malarz
- 12 grudnia – Edvard Munch (zm. 1944), norweski malarz i grafik
- Charles Cottet (zm. 1925), francuski malarz i grafik

## Zmarli
- 17 stycznia – Horacy Vernet (ur. 1789), francuski malarz i grafik
- 13 lutego – Alvan Fisher (ur. 1792), amerykański malarz
- 26 maja – Henryk Dmochowski (ur. 1810), polski rzeźbiarz
- 5 czerwca – Marie Ellenrieder (ur. 1791), niemiecka malarka
- 13 sierpnia – Eugène Delacroix (ur. 1798), francuski malarz
- 27 grudnia – Maria Martin Bachman (ur. 1796), amerykańska ilustratorka książek przyrodniczych